# Üxküll-Gyllenband Miklós
Gróf Üxküll-Gyllenband Miklós (Nikolaus Graf von Üxküll-Gyllenband); (Kőszeg, 1877. február 14. – Berlin-Plötzensee, 1944. szeptember 14.) magyar–német származású üzletember, katonatiszt, a nemzetiszocializmussal szembeni ellenállás mártírja.
Üxküll Claus Schenk von Stauffenberg gróf rokonaként részt vett az Adolf Hitler elleni merénylet megszervezésében. Bár kezdetben rokonszenvezett a nácikkal, fokozatosan, Stauffenbergnél korábban, szembefordult Hitlerrel. Csehországban volt a náciellenes csoportok összekötője.
Az 1944. július 20-i sikertelen merénylet után letartóztatták. A kihallgatás során a koncentrációs táborok iránti ellenszenvével magyarázta az ellenálláshoz való csatlakozását. 1944. szeptember 14-én kivégezték.